# Mari Trini
María Trinidad Pérez de Miravete Mille (Caravaca de la Cruz, Región de Murcia, 12 de julio de 1947-Murcia, 7 de abril de 2009), conocida como Mari Trini, fue una cantautora española muy popular tanto en España como en países de habla hispana durante las décadas de los años setenta y ochenta. Vendió más de diez millones de discos, por lo que fue galardonada con un disco multidiamante en 2005, y en el mismo año fue homenajeada por la SGAE en reconocimiento a su larga carrera. De marcada personalidad, Mari Trini fue una figura destacada de la música española de la Transición.
Cosmopolita por formación y gustos musicales, fue descubierta en la adolescencia por el cineasta Nicholas Ray, quien la empujó a trasladarse a Londres para conocer su ambiente musical; después residió durante cinco años en Francia. Fue autora e intérprete de baladas y canciones melódicas como «Amores», «Yo no soy esa», «Ayúdala», «Te amaré, te amo y te querré» y «Una estrella en mi jardín», así como algunas interpretaciones en francés, particularmente de «Ne me quitte pas», de Jacques Brel.

## Trayectoria artística
Era hija de Gonzalo Pérez-Miravete Pasqual de Riquelme y de María Mille Campos (1926-2016), familia en la que no existía tradición artística. Se trasladaron a Madrid cuando Mari Trini era muy niña. 
Alumna de un colegio religioso, su infancia se vio marcada por una enfermedad que la obligó a permanecer descansando en cama desde los siete años hasta los catorce. Durante su convalecencia comenzó a interesarse por la música: aprovechó para aprender a tocar la guitarra y empezó a componer sus primeras canciones. Esta vocación, y las desavenencias con su madre, le empujaron a marchar de casa en busca de nuevos horizontes y más libertad. 

### Inicios: Londres y París
Contaba quince años cuando conoció en Madrid a Nicholas Ray, director de películas míticas de Hollywood como Rebelde sin causa que en los años 1961-63 residió en España rodando las superproducciones Rey de reyes y 55 días en Pekín. Ray se convirtió en su representante y la convenció para viajar a Londres, con el objetivo de prepararse para rodar una película, aunque ésta no llegó a realizarse. Allí Mari Trini permaneció un año, estudiando con Peter Ustinov y participando en algunos programas de radio gracias a los cuales conoció personalmente a grandes estrellas del cine y la música, como Roman Polanski, Paul McCartney, James Mason y Marlene Dietrich.
Más tarde, y con la aprobación de Nicholas Ray, Mari Trini se trasladó a París, donde grabó sus primeras canciones en francés. Fueron doce, que se publicaron en tres álbumes de corta duración. Después de permanecer cinco años en Francia, Mari Trini regresó a España donde continúa su carrera musical.

### Despegue en Madrid
Grabó su primer disco en español con la discográfica RCA; en ese disco cantaba temas de otros autores, como Luis Eduardo Aute y Patxi Andión, además de algunos compuestos por ella misma.
Sin embargo es con su siguiente disco, Amores, grabado en 1970 y primero con la discográfica Hispavox, con el que obtendrá un gran éxito y alcanzará el estrellato. Mari Trini se revela como una excelente compositora además de intérprete, arropada por Waldo de los Ríos y Rafael Trabucchelli. Es la época en la que triunfa la factoría de cantantes procedentes del llamado «sonido Torrelaguna». En él, además de la canción que da título al disco, se encuentran temas como «Un hombre marchó», «Mañana», «Cuando me acaricias» o «Vals de otoño», ya clásicos en la carrera de Mari Trini. En esta época ya muestra un profundo sentido crítico sobre la situación musical española.

### «Yo no soy esa»
Su siguiente álbum, Escúchame (1971), incluyendo canciones como «Yo no soy esa» o «Yo confieso», conoce similar impacto que el anterior y confirma a Mari Trini como una de las cantautoras más importantes de habla hispana. La canción «Yo no soy esa» es posiblemente la que mejor define la personalidad de Mari Trini y el mensaje que quería transmitir: que las mujeres deben ser libres para ser y actuar al margen de las normas, y que no deben supeditarse a los deseos y expectativas de los hombres. El título «Yo no soy esa» es revelador porque cita (y rebate) otra canción: «Yo soy esa», tema clásico del género de la copla (cantado por, entre otras, Isabel Pantoja) cuya letra alude a una mujer utilizada por los hombres.
Durante los años siguientes, Mari Trini compagina sus actuaciones en directo por toda España con nuevas grabaciones discográficas. Ventanas, ¿quién? (que incluye el clásico «Ne me quitte pas»), Transparencias o Como el rocío son álbumes en los que la artista confirma su personal estilo. Continua grabando canciones francesas y adaptaciones al francés de sus propias canciones, gracias a lo cual es invitada repetidas veces al programa Domino de Guy Lux, en la televisión gala.
En la segunda mitad de la década de los setenta, Mari Trini comienza a acercarse más a los planteamientos musicales del pop del momento. Con sus discos Solo para ti y A mi aire, la artista da una nueva imagen renovada, tanto en lo personal como en lo musical, al incorporar novedosos y arriesgados arreglos de Danilo Vaona a sus composiciones. El álbum A mi aire incluye la controvertida canción «Ayúdala», alusiva a una relación triangular y que se utilizó como sintonía en una exitosa telenovela en Hispanoamérica.

### LaotraMari Trini
Los años 1980 comienzan para Mari Trini con la publicación de su disco Oraciones de amor, al que seguirá un año más tarde otro álbum que alcanza enorme éxito comercial y popular: Una estrella en mi jardín. La canción que da título al mismo se convierte en un clásico instantáneo, y sigue siendo tan popular que en 2012 fue empleada en un anuncio televisivo. Otro tema destacable del mismo disco es «Hablando sola».
En 1984 Mari Trini sorprendió con un reportaje en la revista Interviú, con el que quiso romper la inmerecida imagen pública de mujer áspera y sin sensualidad, prejuicio por el que incluso fue parodiada por algunos humoristas. Debido a su aspecto sobrio, totalmente opuesto a la moda del destape, se había dicho que Mari Trini ocultaba su cuerpo porque no se sentía atractiva o incluso porque padecía cojera, cuestiones que desmintió y de las que bromeó en entrevistas con María Teresa Campos y Pedro Ruiz. Su aparición en aquella revista rompió con el tópico de una Mari Trini grisácea, causó sensación y coincidió con un cambio en su vestuario más moderno y atrevido.
En 1984, Mari Trini publica dos discos: Diario de una mujer, repleto de grandes canciones, y Mari Trini, titulado en México como Mari Trini interpreta grandes autores mexicanos. Este fue un álbum de homenaje a la canción mexicana, en donde destacan: «Contigo aprendí», «Échame a mi la culpa», «Fallaste corazón», «No», «Farolito», «Noche de ronda», «El jinete», «Cuando vuelva a tu lado» y «La media vuelta». En este álbum, ella hace una transformación del bolero y la canción ranchera a balada de vanguardia, con su particular estilo. A finales de este año ofrece un gran concierto en el Teatro Salamanca de Madrid que será emitido por televisión y del que se extraerá un doble disco en directo.

### Ruptura con Hispavox
En la segunda mitad de los años ochenta grabó dos nuevos trabajos: Quién me venderá y En tu piel. Supusieron el final de casi veinte años de colaboración entre Mari Trini y la discográfica Hispavox; una ruptura que —según ella contó— se debió a divergencias creativas y en términos amistosos. Años después, Mari Trini e Hispavox volverían a colaborar.
A principios de los noventa Mari Trini grabó con una discográfica independiente un nuevo disco, Espejismos, en el que combinaba canciones de corte más clásico con otras con claras influencias rock. Mari Trini recibió un premio en Miami por la canción «Tuya», incluida en este álbum. En este tiempo trató de recuperar espacio en el mercado español, incluso conectando con radiofórmulas de nuevo cuño como Cadena Dial, pero parecía claro que no encajaba en los nuevos gustos predominantes. A pesar de ello, en 1993 Hispavox reunió sus mayores éxitos en el nuevo formato CD: fue el recopilatorio Mari Trini: Sus grandes éxitos, que la cantante apoyó, retomando la colaboración con su antigua compañía discográfica.
En 1995 Mari Trini publicó con la firma Divucsa su nuevo disco Sin barreras, en el que volvió a grabar cuatro de sus grandes éxitos, además de presentar otros nueve temas con influencias musicales diversas, como la salsa, el rock, e incluso el blus. En 1996 aparece su disco Alas de cristal, grabado bajo la dirección musical de Josep Mas «Kitflus», tras la publicación del cual recibe un premio de la SGAE en reconocimiento a su carrera.

### Último trabajo
El último trabajo de la artista, grabado con el trío Los Panchos, se vio envuelto en cierta controversia. El disco había sido publicado con gran éxito (por la firma Ventura Discos S.L.) a finales de 2001, obteniendo el disco de oro por sus muchas ventas en España, pero sorpresivamente las unidades que quedaban se retiraron de los comercios, acaso porque la compañía discográfica cayó en quiebra. El álbum era un doble CD con veintitrés canciones: Mari Trini había compuesto doce, y las once restantes eran éxitos de Los Panchos, que Mari Trini compartía con la voz de Rafael Basurto, la última voz viva de Los Panchos originales.
Diversos problemas contractuales con su casa discográfica y algunos problemas de salud mantuvieron a Mari Trini alejada del mundo de la música durante algún tiempo. A finales de 2005, y gracias a un nuevo acuerdo entre la cantante e Hispavox, se publicó un doble disco recopilatorio y un DVD, que ella promocionó de manera entusiasta con diversas entrevistas. También entonces Mari Trini recibió un gran homenaje en el cual la SGAE le concedía un Disco de Multidiamante por haber vendido más de diez millones de discos a lo largo de su carrera.
Sus canciones también están presentes en veintiséis bandas de música de películas y series de televisión desde 1972 a 2022.

## Últimos años
Durante un tiempo vivió en la localidad barcelonesa de San Pol de Mar, en la comarca del Maresme a orillas del Mediterráneo. Luego volvió a Murcia. 
Mari Trini vivió el último año de su vida en la urbanización Altorreal, del municipio de Molina de Segura, a poca distancia de Murcia capital, componiendo, escribiendo y preparando un concierto de despedida. No pudo cumplir este objetivo a causa de su fallecimiento, acaecido la noche del 7 de abril de 2009, en el Hospital Universitario Morales Meseguer de la capital murciana, debido a un agravamiento de la enfermedad que padecía (cáncer de hígado) diagnosticado un año antes. Le sobrevivieron su madre y tres hermanos.
  El cuerpo de la artista fue velado en estricta intimidad en el Tanatorio de Jesús en Murcia, siendo posteriormente incinerada.  Sus cenizas fueron entregadas a su familia la cual las resguardó hasta abril de 2024 cuando su hermano Gonzalo las depositó en el panteón familiar en el Cementerio de Singla en Caravaca de la Cruz.

## Vida personal
Aunque nunca lo dijo públicamente, Mari Trini mantuvo una relación con Claudette Lanza, que fue su secretaria personal y su pareja durante 40 años. Nunca quiso hablar de su vida privada en los medios de comunicación.  Lanza murió en 2023.

## Homenajes
- El 8 de marzo de 2008, con motivo del Día de la Mujer, recibió el premio "Lucha por la Igualdad" concedido por la Región de Murcia, donde había nacido, "por retratar a través de sus melodías las carencias, problemas y desigualdades de la mujer";[19] fue uno de los últimos actos públicos a los que asistió.[20]
- El 12 de abril de 2009, se propone en el Pleno del Ayuntamiento de Caravaca, una moción para poner su nombre a una calle o plaza del municipio, o bien al Auditorio Municipal.[21]
- En Murcia capital se dio su nombre a un jardín municipal.[22]
- Una plaza de la urbanización Altorreal llevará el nombre de Mari Trini.[23]
- El 2 de abril de 2019, a título póstumo, es nombrada por el Pleno del Ayuntamiento de Murcia Hija predilecta, premio que recogieron un mes después sus hermanos Miriam y Gonzalo.[24]
- En 2024 se publicó el libro sobre su obra y biografía Mari Trini. Retrato de una mujer libre, de Esther Zecco, editado por Efe Eme.[3]
- También en octubre de 2024 se publicó el libro biográfico Yo no soy esa que tú te imaginas, escrito por el periodista Miguel Fernández, obra considerada por la página oficial de Mari Trini como la biografía oficial de la cantautora.[25]

## Audiovisual
El 1 de diciembre de 2024 se estrenó Yo soy Mari Trini, en Imprescindibles de La 2, documental sobre su vida, las luces y las sombras profesionales y personales. Intervienen sus hermanos Gonzalo y Myriam, Danilo Vaona, José Ramón Pardo, el periodista Miguel Fernández, Fernando Salaverri, al productor discográfico José Luis Gil, Luz Casal, Sole Giménez, el escritor Manuel Vilas, entre otros. Con imágenes de archivo de RTVE y familiar. Dirigen Alicia de la Cruz y Chema de la Torre.

## Discografía
- 1967: El alma no venderé/Mi guitarra
- 1969: Mari Trini
- 1970: Amores
- 1971: Escúchame
- 1973: Ventanas
- 1973: L'automne (en francés)
- 1974: ¿Quién?
- 1975: Canta en francés
- 1975: Transparencias
- 1976: Como el rocío
- 1977: El tiempo y yo
- 1978: Solo para ti
- 1980: A mi aire
- 1981: Oraciones de amor
- 1982: Una estrella en mi jardín
- 1984: Mari Trini (lanzado en México como Mari Trini interpreta grandes autores mexicanos)
- 1984: Diario de una mujer
- 1985: En vivo
- 1986: Quién me venderá
- 1987: En tu piel
- 1990: Espejismos
- 1993: Sus grandes éxitos
- 1995: Sin barreras
- 1996: Alas de cristal
- 2001: Mari Trini con los Panchos
- 2024: Yo no soy esa que tú te imaginas (Recopilatorio + inéditas, Doble CD Digipak)

## Poesía
En 2025 se publicó un libro póstumo de poemas titulado Poesía Crónica, una selección de poemas inéditos recopilados por su hermano, junto a ocho únicos poemas que publicó en vida en su disco Espejismos.